# 난파선 (1973년 영화)
"난파선"은 1973년에 공개된 대한민국의 영화이다.

## 배역
- 윤정희
- 김성옥
- 사미자
- 여운계
- 박경주
- 송미남
- 문태선
- 임운학
- 박예숙
- 권일정
- 최연수
- 김수천
- 홍동은
- 손승문